# Белуџистански црни медвед
Белуџистански црни медвед (лат. Ursus thibetanus gedruosianus) подврста је азијског црног медведа. Неки сматрају да је ово једина „права” подврста азијског црног медведа.

## Станиште
Белуџистански црни медвед живи у високим деловима покрајине Белуџистан на југу Пакистана и југоистоку Ирана. Највише их има на планинама јужно од Куздара. У прошлости су насељавали целу територију Белуџистана, данас се сматра да је ова подврста ишчезла у већем делу региона. Главни разлог за нестанак сматра се сеча шуме, којом се уништава природно станиште овог медведа.

## Карактеристике
Као и остали азијски медведи, и овај медвед има на грудима велику прљаво белу пругу у облику полумесеца. Овај медвед је мањи од осталих подврста азијског црног медведа. Достиже дужину од 1,4 до 1,8 метара и тежак је између 90 и 180 килограма. Већина јединки има карактеристично кратко крзно кафенасте боје. Животни век му је између 25 и 30 година.
Женка је полно зрела са 3—4 године. У Пакистану сезона парења медведа је у октобру, трудноћа траје 7—8 месеци. Сматра се да је у топлијим местима трудноћа краћа него у крајевима који су хладни. Женка белуџистанског црног медведа рађа од 1—3 медведића који су сасвим слепи и зависе потпуно од своје мајке и остају око две године са њом.

## Исхрана
Белуџистански црни медвед се храни биљкама, воћем, медом и инсектима. Остатак његове хране сачињавају мали бескичмењаци, птице, глодари и гуштери. Омиљена храна им је воће, нарочито маслине и Ziziphus nummularia.

## Заштићени статус
Белуџистански црни медвед је један од најређих сисара на свету и налази се на црвеној листи угрожених врста (IUCN), налази се на CITES листи, односно постоји забрана било какве продаје производа од овог медведа. Постоје напори да се спречи изумирање, али је највећи проблем сечење шума које представљају њихово природно станиште.